# Bougainville zászlaja
Amikor az Északi Salamon-szigetek nevű tartomány megszakította kapcsolatait Pápua Új-Guineával 1990 májusában, majd Bougainville néven kikiáltotta függetlenségét, zászlaját nem módosították. A kék háttér a Csendes-óceánt, a középen elhelyezett embléma Bougainville-t jelképezi. A fekete kör az őslakosokra utal; közepén egy upe sematikus ábrája látható (ez a fejdísz a férfivá avatás rítusának kelléke).
A vörös csíkok az upén a hatalmat szimbolizálják. A széles központi sáv és a két oldalsó csík a férfi és a nő jelképe, mivel a szertartásokon a férfiak csak középen festik vörösre a hajukat, az asszonyok pedig csak oldalt. A kört zöld szegély veszi körül, ami a szigetet jelképezi. A fehér háromszögek azokra a faragott teknőspáncélokra utalnak, amelyeket a törzsfők és asszonyaik viselnek a szertartásokon.